# Ken Kavanagh
Ken Kavanagh, född den 12 december 1923, död den 26 november 2019, var en australisk roadracingförare och racerförare som var aktiv på världsmästerskapsnivå 1951-1959. Han var den förste australiern som vann ett Grand Prix för motorcyklar, vilket skedde i 350-kubiksklassen vid Ulsters Grand Prix säsongen 1952. Följande år vann han 500-kubiksklassen vid Ulsters GP vilket var första australiska segern i den klassen. Kavanagh vann ytterligare tre Grand Prix i 350-klassen.
Kavanagh tävlade också i bilsport och ställde upp i kvalet till två deltävlingar i Formel 1-VM 1958 i en Maserati 250F men kunde inte komma till start.